# Rising Sun (Maryland)
La ville américaine de Rising Sun est située dans le comté de Cecil, dans l’État du Maryland. Le recensement de 2010 a indiqué une population de 2 781 habitants.

## Source
- (en) Cet article est partiellement ou en totalité issu de l’article de Wikipédia en anglais intitulé « Perryville, Maryland » (voir la liste des auteurs).